# Thomas J. Watson, Jr.

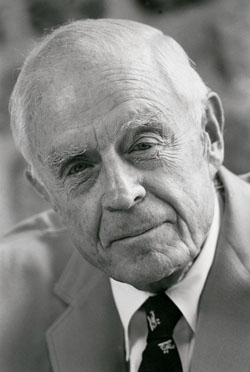
Thomas J. Watson

Thomas John Watson, Jr. (* 14. Januar 1914 in Dayton, Ohio; † 31. Dezember 1993) war Chef von IBM von 1952 bis 1971.
Er war der älteste Sohn von Thomas J. Watson. Watson bewirkte den Beginn des Engagements von IBM im Großrechnermarkt, deren Hauptkonkurrent war Remington Rand. Darüber hinaus war er von 1979 bis 1981 Botschafter der Vereinigten Staaten in der Sowjetunion.
1960 wurde er in die American Academy of Arts and Sciences gewählt. Die American Philosophical Society, deren Mitglied er seit 1984 war, verlieh ihm 1988 ihre Benjamin Franklin Medal for Distinguished Public Service.
Das Hauptquartier der IBM-Forschung heißt nach ihm und seinem Vater Thomas J. Watson Research Center.